# Agora (Währungseinheit)

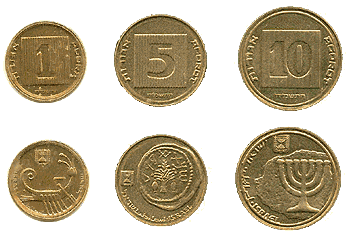
Münzen zu 1 Agora, 5 Agorot und 10 Agorot

Die Agora (hebräisch: אגורה, Plural Agorot, אגורות) ist die Untereinheit der Währung Israels, des Neuen israelischen Schekels. 100 Agorot ergeben einen Schekel. Zuvor waren bereits das Israelische Pfund (1960 bis 1980) und der alte Schekel (1980 bis 1985) in 100 Agorot unterteilt.
Der Währungsname wurde 1960 eingeführt, als das Israelische Pfund neu statt in 1000 Pruta in 100 Agorot unterteilt wurde. Der Name wurde von der Akademie für die Hebräische Sprache vorgeschlagen und stammt aus der Bibel (1 Sam 2,36 ), wo damit ein Silberstück bezeichnet wird.
1980 ersetzte der Schekel das Israelische Pfund, und zwar im Verhältnis 10 Pfund = 1 Schekel. Die neue Untereinheit wurde „Neue Agora“ (international auch New Agorot) genannt, um sie von der alten zu unterscheiden. Bereits 1985 wurde die israelische Währung wieder reformiert. Der Neue israelische Schekel löste den alten im Verhältnis von 1:1000 ab. Der Name Agora blieb bestehen, doch der Zusatz „neu“ wurde weggelassen, um Verwechslungen mit der vorherigen Untereinheit zu vermeiden.
Gegenwärtig zirkulieren Münzen zu 10 und 50 Agorot, wobei die 50-Agorot-Münze allerdings die Aufschrift „½ New Shekel“ trägt.
Eine 1-Agora-Münze war bis zum 1. April 1991 in Gebrauch und eine Münze zu 5 Agorot zirkulierte bis zum 31. Dezember 2007. Heute werden die Preise bei Barzahlung auf das nächste Vielfache von 10 Agorot gerundet.